# Skalite (kompleks skoczni)

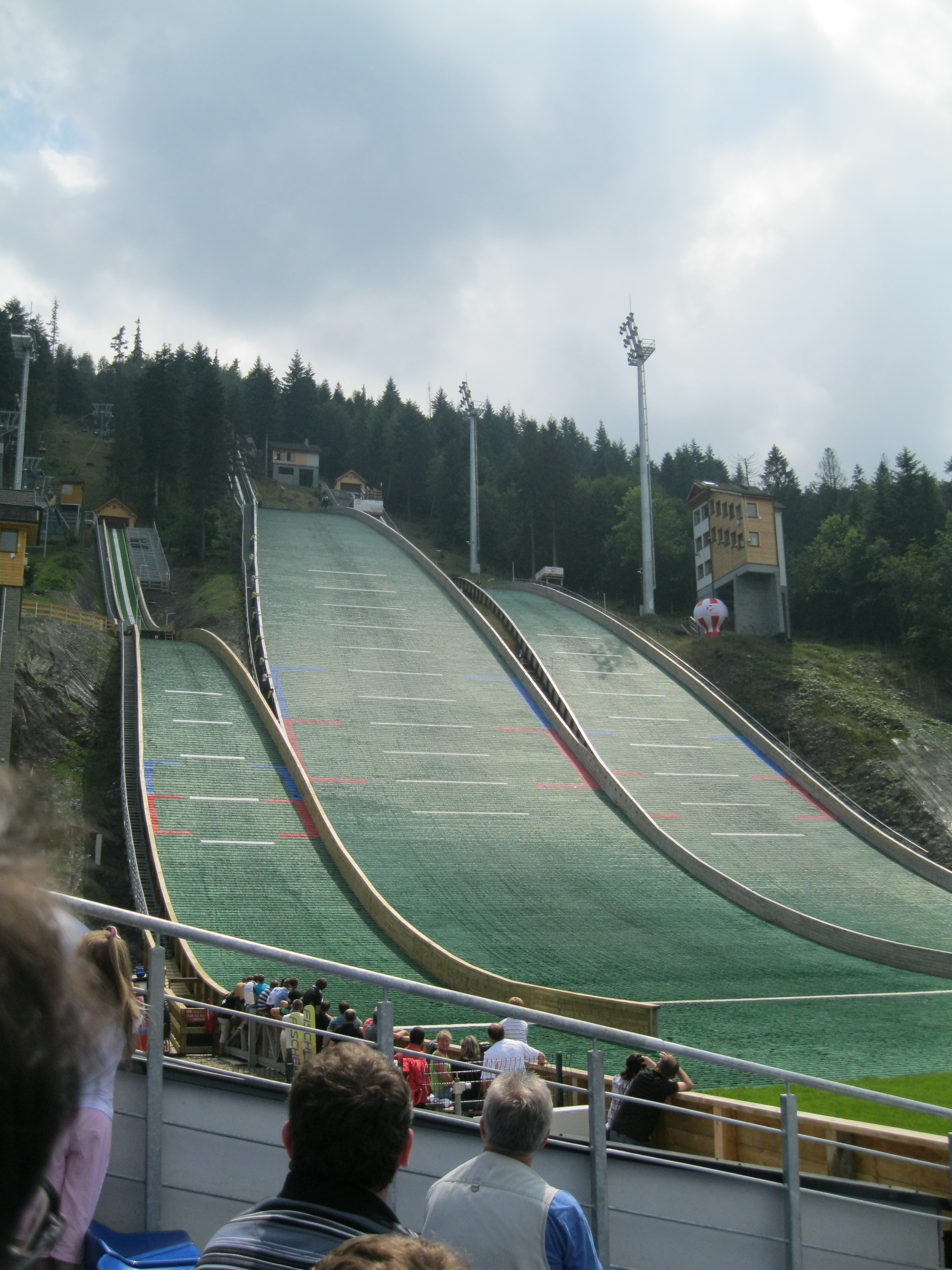
Skocznie kompleksu Skalite

Skalite im. Beskidzkich Olimpijczyków – kompleks trzech skoczni narciarskich w Szczyrku, zlokalizowany na północnym stoku szczytu Skalite (864 m n.p.m.), na wysokości 620 m n.p.m.
W skład kompleksu wchodzą następujące obiekty:
1. Skocznia Normalna – normalna skocznia narciarska o punkcie konstrukcyjnym K95 i rozmiarze HS104;
2. Skocznia Średnia – średnia skocznia narciarska o K70 i HS77;
3. Skocznia Mała – mała skocznia narciarska o K40.

## Historia
Pierwsze zawody na Skalitem odbyły się 14 lutego 1937, a zorganizował je klub WKS Bielsko-Biała. Pierwotnie na obiekcie osiągano odległości do 40 m. Po zakończeniu II wojny światowej skocznia została przebudowana przed 24. mistrzostwami Polski w 1949, umożliwiając oddawanie skoków o długości do 70 m. W 1952 r. rozegrano na niej pierwsze konkursy po dłuższej przerwie. Pierwszym rekordzistą skoczni po modernizacji został w 1953 r. Antoni Wieczorek, lądując na 63,5 metrze (niedługo potem wynik ten poprawił o 4,5 m Aleksander Kowalski). Przez kilkadziesiąt lat najważniejszymi zawodami przeprowadzanymi na Skalitem był Puchar Beskidów, gdzie tryumfowało wielu skoczków z całego świata. Ponadto odbywały się na niej regularnie Mistrzostwa Polski. W latach 70. XX w. ponownie przebudowana na wzór skoczni olimpijskiej Holmenkollen. Rekord skoczni wynosił wówczas 86,5 m (Axel Zitzmann z NRD).
W latach 2007–2008 skocznia została po raz kolejny przebudowana, na okoliczność Mistrzostw Świata Juniorów 2008, które planowano w Beskidach na luty 2008 r. (ostatecznie przeniesiono je do Zakopanego). Ostatni rekord skoczni przed przebudową wynosił 93,5 m; a po raz pierwszy odległość tę uzyskał Krystian Długopolski w 1999 r. 26 stycznia 2005 – podczas Mistrzostw Polski – osiągnięcie to wyrównał Adam Małysz. Pierwszy skok na nowej skoczni K95 (HS-106) oddał (nieoficjalnie) Piotr Żyła, uzyskując odległość 102 m. Inauguracja obiektu odbyła się podczas konkursu Pucharu FIS, na którym padł rekord 104 m – Łukasza Rutkowskiego. Następnego dnia 0,5 m dalej skoczył Piotr Żyła. Odległość tę osiągnęli kilka dni później Maciej Kot oraz Krzysztof Miętus podczas Ogólnopolskiej Olimpiady Młodzieży. Na przełomie 2008 r. i 2009 r. obok skoczni głównej dobudowano obiekt K70 (HS-77). Pierwszymi zawodami na mniejszej skoczni był rozegrany przy niesprzyjającej pogodzie konkurs Lotos Cup, podczas którego padł pierwszy rekord – 69,5 m Andrzeja Gąsienicy. W 2009 r. na Skalitem odbyły się zawody w ramach IX Zimowego Olimpijskiego Festiwalu Młodzieży Europy Śląsk-Beskidy 2009. 23 lipca 2010 podczas mistrzostw Polski w skokach narciarskich nastąpiło uroczyste otwarcie obiektu K40. 1 marca 2011 Krzysztof Leja skoczył na Skalitem 116 m, bijąc o 7 m poprzedni rekord, należący do Tomasza Byrta. 20 lipca 2011 odbyły się tu zawody Letniego Grand Prix w ramach Lotos Poland Tour. Ich zwycięzcą został Austriak Thomas Morgenstern. We wrześniu 2018 r. odbyła się uroczystość nadania kompleksowi imienia Beskidzkich Olimpijczyków. Letnia Grand Prix powróciła do Szczyrku 05 i 06 sierpnia 2023 roku, jako próba generalna przed planowanymi na styczeń 2024 pierwszym w historii konkursem Pucharu Świata w Szczyrku.

## Rekordy skoczni K95 (po przebudowie w 2008 r.)
| Rekordy zimowe | Rekordy zimowe   | Rekordy zimowe            | Rekordy zimowe | Rekordy zimowe                                        |
| Lp.            | Data             | Zawodnik                  | Odległość      | Uwagi                                                 |
| -------------- | ---------------- | ------------------------- | -------------- | ----------------------------------------------------- |
| 1.             | 15 lutego 2008   | Piotr Żyła                | 102 m          |                                                       |
| 2.             | 17 lutego 2008   | Łukasz Rutkowski          | 104 m          | FIS Cup                                               |
| 3.             | 17 lutego 2008   | Piotr Żyła                | 104,5 m        | FIS Cup                                               |
| 4.             | 20 lutego 2008   | Maciej Kot                | 104,5 m        | OOM, wyrównanie rekordu                               |
| 5.             | 20 lutego 2008   | Krzysztof Miętus          | 104,5 m        | OOM, wyrównanie rekordu                               |
| 6.             | 17 lutego 2009   | Adrian Schuler            | 105,5 m        | ZEFM 2009                                             |
| 7.             | 17 lutego 2009   | Władimir Zografski        | 106,5 m        | ZEFM 2009                                             |
| 8.             | 17 lutego 2009   | Peter Prevc               | 107 m          | ZEFM 2009                                             |
| 9.             | 17 stycznia 2010 | Klemens Murańka           | 107 m          | FIS Cup, wyrównanie rekordu                           |
| 10.            | 1 marca 2011     | Krzysztof Leja            | 116 m          | LOTOS Cup                                             |
| 11.            | 16 stycznia 2024 | Kristoffer Eriksen Sundal | 101 m          | PolSki turniej (kwalifikacje),rekord oficjalny        |
| 12             | 17 stycznia 2024 | Andrea Campregher         | 108,5 m        | PolSki Turniej, nieustany, seria konkursowa anulowana |
| 13             | 17 stycznia 2024 | Eetu Nousiainen           | 103,5 m        | PolSki Turniej, seria konkursowa anulowana            |
| 14             | 17 stycznia 2024 | Władimir Zografski        | 103,5 m        | PolSki Turniej, seria konkursowa anulowana            |

| Rekordy letnie | Rekordy letnie  | Rekordy letnie     | Rekordy letnie | Rekordy letnie                                             |
| Lp.            | Data            | Zawodnik           | Odległość      | Uwagi                                                      |
| -------------- | --------------- | ------------------ | -------------- | ---------------------------------------------------------- |
| 1.             | 24 lipca 2010   | Kamil Stoch        | 108 m          | Mistrzostwa Polski                                         |
|                | 24 lipca 2010   | Tomasz Byrt        | 109 m          | Mistrzostwa Polski, skok podparty                          |
| 2.             | 20 lipca 2011   | Maciej Kot         | 106 m          | Letnie Grand Prix w skokach narciarskich, rekord oficjalny |
| 3.             | 7 lipca 2019    | Gabriel Karlen     | 109 m          | FIS Cup w skokach narciarskich                             |
| 4.             | 7 lipca 2019    | Claudio Mörth      | 110,5 m        | FIS Cup w skokach narciarskich                             |
| 5.             | 7 lipca 2019    | Maximilian Lienher | 110,5 m        | FIS Cup w skokach narciarskich, wyrównanie rekordu         |
| 6.             | 5 sierpnia 2023 | Władimir Zografski | 106,5          | Letnie Grand Prix w skokach narciarskich, rekord oficjalny |

## Zawody międzynarodowe w skokach narciarskich rozegrane na skoczni Skalite
Stan na sierpień 2023

### Letni Puchar Kontynentalny kobiet
| Lp. | Data          | 1. miejsce    | 2. miejsce     | 3. miejsce |
| --- | ------------- | ------------- | -------------- | ---------- |
| 1.  | 19 lipca 2011 | Coline Mattel | Sara Takanashi | Maja Vtič  |

### Mistrzostwa świata weteranów
Zwycięzcy w poszczególnych kategoriach wiekowych na skoczni HS-106.
| Data         | Kategoria wiekowa | 1. miejsce         |
| ------------ | ----------------- | ------------------ |
| 9 marca 2012 | 30–34 lat         | Joakim Helland     |
| 9 marca 2012 | 35–39 lat         | Knut Bjørnar Strom |
| 9 marca 2012 | 40–44 lat         | Marko Gohlke       |
| 9 marca 2012 | 45–49 lat         | Øyvind Villesvik   |
| 9 marca 2012 | 50–54 lat         | Knut Bjerke        |
| 9 marca 2012 | 55–59 lat         | Arsi Sjörgen       |
| 9 marca 2012 | 60–64 lat         | Anton Zapf         |
| 9 marca 2012 | 65–69 lat         | Aatto Lamminpää    |